# Sovana rosso superiore Merlot
Il Sovana rosso superiore Merlot è un vino prodotto nei territori comunali di Sorano, Pitigliano e Manciano, all'estremità sud-orientale della provincia di Grosseto, nel cuore dell'area del tufo.

## Invecchiamento
Il disciplinare prevede un obbligo di invecchiamento di 6 mesi.

## Caratteristiche organolettiche
- colore: rosso rubino
- odore: fruttato e floreale
- sapore: caldo, secco, tannino piuttosto elegante, corposo, morbido e vellutato

## Produzione
Provincia, stagione, volume in ettolitri
- nessun dato disponibile